# Carl Ehrlich
Carl S. Ehrlich (1956) is een Amerikaanse judaïst en oriëntalist, wiens onderzoek zich voornamelijk concentreert op de Hebreeuwse Bijbel, Bijbelse archeologie, oriëntalistiek en judaïstiek.
In 1976 studeerde hij af als Bachelor in de judaïstiek aan de University of Massachusetts Amherts. Vervolgens zou hij oriëntalistiek gaan studeren aan de Harvard-universiteit, waar hij in 1984 als Master afstudeerde. Hij zou vervolgens in diezelfde studie doctoreren en behaalde in 1991 zijn Ph.D.. Vervolgens werd hij aangesteld als Associate Professor in de humane wetenschappen en coördinator van het programma in de religieuze studies aan de York University (Canada).
Zijn werk rond de Hebreeuwse Bijbel concentreert zich vooral rond een aantal grote figuren (Ezekiel, Hosea, Jozua, Mozes), zowel in de context van het Bijbelse verhaal als in de ontwikkeling van de postbijbelse hermeneutieken. Een ander belangrijk onderzoeksonderwerp zijn de Filistijnen waarin de interessegebieden van Ehrlich elkaar raken. Als verdediger van populaire wetenschap heeft hij verscheidene essays, boeken en encyclopedieartikels voor een breed publiek geschreven.

## Vertaald werk
- Jodendom: oorsprong, geloof, gebruiken, heilige teksten, gewijde plaatsen, 2004, 112 p., Librero - Kerkdriel, ISBN 90-5764-400-2 (vertaling van: Understanding judaism: origins, beliefs, practices, holy texts, sacred places, 2003)